# Ghost Rider (personaggio)
(Johnny Blaze/Ghost Rider nell'omonimo film)
Ghost Rider (conosciuto anche come Ghost in alcune edizioni italiane) è il nome di diversi personaggi dei fumetti di genere soprannaturale pubblicati negli Stati Uniti d'America dalla Marvel Comics. In precedenza lo stesso editore aveva usato lo stesso nome per un personaggio di una serie western che venne in seguito cambiato in Phantom Rider.
La prima versione venne creata da Roy Thomas, Gary Friedrich, (testi) e Mike Ploog (disegni) ed esordì nella serie Marvel Spotlight (vol. 1) n. 5 (agosto 1972) ed era l'alter ego di Johnny Blaze, uno stuntman motociclista che per poter salvare la vita del suo padre adottivo, accetta di farsi impossessare da una entità demoniaca, Zarathos, trasformandosi in una creatura infernale con un teschio fiammeggiante al posto della testa in sella alla sua motocicletta e in grado di lanciare palle di fuoco dalle mani. La seconda versione fu quella di Danny Ketch un ragazzo che, dopo il ferimento della sorella, viene a contatto con una moto posseduta dallo "Spirito della Vendetta", che un tempo era il nobile puritano Noble Kale. Viene in seguito svelato che Blaze e Ketch sono fratelli e che Kale è un loro antenato. Con l'iniziativa Marvel NOW! viene introdotta la figura di Robbie Reyes, giovane meccanico messicano-statunitense divenuto Ghost Rider dopo essere stato posseduto dallo spirito dello zio serial killer Eli Morrow.
La moto guidata originariamente da Ghost Rider è la Triumph Bonneville, sostituita poi nel corso degli anni di pubblicazione da motociclette ispirate ai chopper.
Nella classifica dei più grandi eroi della storia dei fumetti del 2011 del sito web IGN, è posizionato al 90º posto.

## Storia editoriale
Il nome era già stato utilizzato in passato per un personaggio western edito dalla Magazine Enterprises e successivamente acquisito dalla Marvel Comics cui si cambiò nome prima in Night Rider e poi in Phantom Rider a seguito dell'esordio del nuovo personaggio nel 1972 col quale non ha nulla in comune.
La prima versione del nuovo personaggio di Ghost Rider, alter ego di Johnny Blaze, esordì nella serie antologica degli anni settanta che presentava personaggi a rotazione Marvel Spotlight, dal n. 5 al n. 11, in una sequenza di storie realizzate da Roy Thomas, Gary Friedrich e dal disegnatore Mike Ploog. A seguito del successo riscontrato, nel settembre 1973 esordì una testata dedicata, Ghost Rider (vol. 1), che venne edita per 81 numeri fino al 1983.
La seconda versione del personaggio, alter ego di Danny Ketch, fu protagonista di una nuova serie a fumetti, Ghost Rider (vol. 2), edita per 93 numeri dal 1990 al 1998; nel marzo 2007 è stato pubblicato il n. 94.
Successivamente sono state dedicate due miniserie di sei numeri alla versione alter ego di Johnny Blaze, Ghost Rider (vol. 3) e Ghost Rider (vol. 4) e poi una serie regolare, Ghost Rider (vol. 5), edita per 35 numeri dal 2006 al 2009 alla quale è seguita una miniserie di sei numeri, Ghost Riders: Heaven's on Fire, con protagonisti entrambe le versioni, Jhonny Blaze e Danny Ketch. Contemporaneamente alla quinta serie sono state pubblicate altre due miniserie incentrata sul ritorno di Danny Ketch come Ghost Rider: Trail of tears nel 2007, scritta da Garth Ennis e Ghost Rider: Danny Ketch nel 2008, scritta da Simon Spurrier.
Nel 2011 esordì una nuova serie regolare incentrata su una nuova versione del personaggio, alter ego di Alejandra Jones, Ghost Rider (vol. 6), ma venne interrotta dopo dieci numeri.
All'interno poi del progetto di rilancio editoriale delle testate dell'editore, All New Marvel NOW!, esordì nel 2014 una nuova serie regolare, All-New Ghost Riders, edita fino al 2015 per 12 numeri e dedicata al nuovo alter ego di Ghost Rider, Robbie Reyes, alla quale seguì, nel 2017, all'interno della linea Marvel NOW!, la nuova serie Ghost Rider (vol. 7).

## Biografia dei personaggi

### Ghost Rider
Al tempo del Diluvio Universale, l'Ira di Dio (Wrath of God) dà origine agli "Spiriti della Vendetta", entità benevole incaricate di punire i malvagi vendicando le ingiustizie sotto la supervisione dell'arcangelo Zadkiel finché, circa un millennio prima dell'era moderna, il demone Zarathos li sconfisse tutti assoggettandoli alla sua volontà in modo da costruirsi una schiera per spodestare Mefisto dal trono degli Inferi venendo tuttavia sconfitto da Centurious, per poi essere schiavizzato e privato della memoria da Mefisto che, nei secoli successivi, si serve di lui come suo personale Spirito della Vendetta intrappolandolo in vari esseri umani nel cui sangue alberga il "Fuoco Infernale" poiché discendenti da una dinastia legata all'artefatto mistico noto come "Medaglione del Potere".
All'inizio del XVIII secolo, il giovane Noble Kale, vissuto in una comunità puritana assieme al fratello Dante e a loro padre, il pastore Destin Kale, si innamora di una ragazza di colore impiegata presso il Circo Quentin, Magdelena, che sposa nonostante i pregiudizi paterni e da cui ha un figlio. Qualche tempo dopo il matrimonio la ragazza scopre tuttavia che il pastore Kale è in realtà un servitore di Mefisto e, per metterla a tacere, l'uomo l'accusa di stregoneria facendola condannare al rogo dopo aver drogato, torturato e rinchiuso Noble nelle segrete della chiesa. Poco prima di morire Magdelena lancia però una maledizione per vendicarsi scatenando le Furie sulla città e sul pastore Kale che, terrorizzato, evoca il suo signore promettendogli l'anima del figlio in cambio della salvezza, concluso l'accordo Noble viene trasformato nel "Ghost Rider" originale riuscendo a distruggere le Furie e venendo poi incitato dal pastore Kale a nutrirsi della carne del figlio avuto con Magdelena; pur di non mangiare il neonato tuttavia, Noble si uccide. Quando però Mefisto tenta di reclamare l'anima del giovane come stipulato, l'arcangelo Uriel interviene per impedirglielo raggiungendo infine come compromesso che lo spirito di Noble non sarebbe appartenuto né al Paradiso né all'Inferno ma posto a vagare in un limbo a meno che un suo discendente non lo avesse invocato. Per fare in modo che entrambi i regni rispettassero il patto è stato poi messo sulla discendenza dei Kale un incantesimo di protezione grazie a cui né angeli né demòni avrebbero potuto impadronirsi delle loro anime. Da tutto ciò ha avuto origine la leggenda di Ghost Rider.
Nonostante chiunque abbia avuto a che fare con lo Spirito della Vendetta abbia sempre presunto che fosse di origine demoniaca, in realtà i Ghost Rider sono stati dunque voluti da Dio e, nel corso delle epoche ve ne sono state diverse incarnazioni, in particolar modo negli Stati Uniti: nel 1867 l'ex-schiavo di colore Caleb diviene Ghost Rider per vendicare la sua famiglia uccisa dai confederati, pochi anni dopo Kushala, nativa americana apache, assume il manto di Ghost Rider per vendicare le donne e i bambini della sua tribù uccisi e scalpati da un gruppo di cacciatori di taglie con il nome di Spirit Rider, durante la prima guerra mondiale due innominati discendenti di Kale hanno combattuto in Germania uno come aviatore col nome di "Ghost Flyer" e l'altro (bisnonno di Blaze e Ketch) nella fanteria come Ghost Rider, negli anni trenta Undead G-Man e Knuckles O'Shaugnessy hanno condiviso i poteri lavorando in coppia, nel XX secolo l'archeologo Max Parrish è diventato brevemente Ghost Rider dopo aver toccato il Medaglione del Potere mentre la motociclista Naomi Kale eredita i poteri dell'antenato in maniera innata decidendo, nella speranza di risparmiare ai suoi figli la maledizione dei Kale, di abbandonarli e fuggire lasciando il primogenito, Johnny, col marito Barton Blaze, per dare invece Daniel e Barbara in adozione alla famiglia Ketch.

### Johnny Blaze
Comparso per la prima volta su Marvel Spotlight (vol. 1) n. 5 (agosto 1972) da Roy Thomas, Gary Friedrich, (testi) e Mike Ploog (disegni) Johnny Blaze è uno stuntman motociclista che diviene Ghost Rider dopo essere stato legato allo Spirito della Vendetta Zarathos per aver fatto un accordo con Mefisto al fine di salvare la vita di suo padre adottivo.

### Danny Ketch
Comparso per la prima volta su Ghost Rider (vol. 3) n. 1 (maggio 1990) da Howard Mackie, (testi) e Javier Saltares (disegni) Danny Ketch diviene Ghost Rider dopo il ferimento della sorella, per essere entrato a contatto con una motocicletta contenente lo spirito di Noble Kale.

### Spiriti della Vendetta
Nel corso della ribellione di Zadkiel al Paradiso viene rivelato che sulla Terra esistono molteplici incarnazioni dello Spirito della Vendetta, ognuna con sembianze più consone a credenze e leggende del luogo in cui si manifesta: Nima il Rider tibetano, la Rider indiana Shoba Mirza, Yoshio Kannabe il Rider giapponese, i Rider texani "Cowboy", "Devil Rig" e "Hell-Driver", Molek lo spirito del Medio Oriente, Bai Gu Jing la Ghost Rider cinese, Marinette Bwa Chech e il barone Skullfire, signori della Città dei Teschi in Congo. Tutti uccisi o privati dei poteri da Danny Ketch.

### Alejandra Jones
Alejandra Jones è apparsa per la prima volta in Ghost Rider (vol. 7) n. 1 (settembre 2011) a opera di Rob Williams (testi) e Matthew Clark (disegni). Ragazza nicaraguense addestrata sin dall'infanzia da "Adamo" per divenire una Ghost Rider e purificare l'umanità dal peccato privandola del libero arbitrio, dopo essersi resa conto della malvagità del suo mentore viene brevemente presa sotto la sua ala da Johnny Blaze finché, resosi conto che Alejandra si serve del potere solo per fini egoistici, quest'ultimo se lo riprende.

### Robbie Reyes
Roberto "Robbie" Reyes è apparso per la prima volta in All-New Ghost Rider (vol. 1) n. 1 (maggio 2014) a opera di Felipe Smith (testi) e Tradd Moore (disegni). Ragazzo messicano-statunitense residente a Los Angeles assieme al fratello disabile, Gabe, ed impiegato come meccanico in un'officina, Robbie si iscrive ad una gara clandestina per poter vincere i cinquantamila dollari in palio ed andarsene dal pericoloso quartiere insieme al fratello ma, durante la competizione, viene assassinato da un gruppo di mercenari intenti a recuperare alcune pillole estratte dalla formula di Mister Hyde, dopodiché resuscita come creatura demoniaca con la testa infiammata e fugge a bordo della sua Dodge Charger nera, anch'essa infuocata. Lo spirito legato all'auto gli si presenta poi come Eli Morrow e, dichiarando di essere stato ucciso dai membri di una gang, si offre di aiutare Robbie a ripulire il suo quartiere dalla criminalità a patto che il ragazzo lo aiuti a vendicarsi. Divenuto un eroe cittadino, Robbie attira l'attenzione di Johnny Blaze e, anche grazie a lui, scopre che Eli è in realtà suo zio, un serial killer satanista ucciso da un poliziotto nel 1999 e resosi colpevole della morte di 37 persone nonché di aver spinto la madre di Robbie giù dalle scale mentre era incinta di Gabe, causando la disabilità di quest'ultimo. Fatto crollare l'impero criminale di Mister Hyde, Robbie lotta con Eli per il possesso del suo corpo decidendo infine di legarsi per sempre a lui ed accettando di saziare la sua sete di sangue uccidendo esclusivamente persone dall'animo malvagio.

## Poteri e abilità
Ghost Rider è un umano capace di trasformarsi in un essere scheletrico dal teschio fiammeggiante dai poteri soprannaturali grazie alla fusione con un demonio o uno "Spirito di Vendetta". Le moto che cavalca possono viaggiare più velocemente di qualsiasi veicolo convenzionale ed effettuare imprese normalmente impossibili come guidare su superfici verticali o specchi d'acqua, nonché saltando distanze maggiori di quanto potrebbe una motocicletta comune. I Ghost Rider sono praticamente indistruttibili e notoriamente difficili da danneggiare con qualsiasi mezzo convenzionale, come proiettili e coltelli che gli passano attraverso senza ferirli, nonché a tutti gli effetti immortali. Pur essendo composti di sole ossa e "Fuoco Infernale", i Ghost Rider possiedono una forza sovrumana tanto formidabile da poter affrontare esseri del calibro di Thor, Ercole o Hulk.
Ogni incarnazione di Ghost Rider possiede tuttavia delle sue capacità specifiche.

## Altre versioni

### 2099
Nel futuro di Marvel 2099, ambientato in uno scenario distopico ispirato alle ambientazioni cyberpunk, l'hacker Kenshiro "Zero" Cochrane, dopo essere stato ucciso per aver rubato informazioni ad una potente corporazione, sopravvive trasferendo la sua mente nel ciberspazio e scaricandola in un corpo robotico per poi dedicarsi alla propria vendetta divenendo noto come Ghost Rider a causa delle fattezze scheletriche del suo corpo robotico.

### Amalgam
Nell'universo Amalgam, lo stuntman Blaze Allen (unione di Johnny Blaze e Barry Allen) viene fuso al demonio Etrigan dando vita a Speed Demon, una creatura infernale che si esprime in rima (come Etrigan) ed è capace di correre ad altissima velocità (come Flash) lasciando una scia di fuoco al suo passaggio (come Ghost Rider).
Successivamente Danny West (unione di Danny Ketch e Wally West) nipote di Blaze Allen, chiede a Merlino di venire a sua volta fuso a un demonio per poter aiutare lo zio divenendo il suo assistente: Kid Demon.

### Guardiani della Galassia
Nella linea temporale dei Guardiani della Galassia, Wileaydus Autolycus del pianeta Sarka, noto semplicemente come "Spirito della Vendetta", è uno zelota religioso affiliato alla Chiesa Universale della Verità e dotato di aspetto e poteri identici a quelli di Ghost Rider. Diviene membro di una sottosezione dei Guardiani.

### Marvel Zombi
Nell'universo Marvel Zombi, Ghost Rider (Johnny Blaze) è inizialmente uno dei superstiti alla piaga zombie e fa parte della resistenza guidata da Nick Fury.

### Ultimate
Nell'universo Ultimate Johnny Blaze è un ragazzo ucciso da una banda di satanisti assieme alla fidanzata Roxanne che, all'Inferno, fa un accordo col Diavolo promettendo i suoi eterni servigi in cambio della salvezza dell'amata; concluso l'accordo Blaze viene resuscitato dopo vent'anni sotto forma di "Ghost Rider", uno scheletro fiammeggiante alto due metri e forte quanto Thor, assetato di vendetta nei confronti dei responsabili della sua morte, che intanto hanno fatto fortuna (grazie al sacrificio umano di cui Johnny e Roxanne furono vittime); uno di essi è addirittura il vicepresidente degli Stati Uniti, cosa che porta all'intervento degli Avengers di Nick Fury; finita la sua vendetta personale, Blaze osserva Roxanne resuscitata e felicemente sposata con famiglia, poi riceve il prossimo incarico dal Diavolo.

### What If?
In uno scenario autoconclusivo della serie fuori continuity What If?, che ipotizza cosa sarebbe successo se Danny Ketch fosse stato ucciso al cimitero al posto della sorella Barbara, quest'ultima diviene Ghost Rider rivelandosi tanto brutale e spietata da far sì che l'Uomo Ragno, il Dottor Strange e Johnny Blaze si alleino per fermarla.

### Ghost Rider Cosmico
Una delle versioni alternative più pericolose e potenti del Ghost Rider. Apparso per la prima volta nella miniserie Thanos, questa versione ha come alter ego Frank Castle, il Punitore, il quale muore quando Re Thanos, una versione più potente del Titano Pazzo, stermina l'umanità sulla Terra. Finito all'inferno, Mefisto propone all'uomo di divenire il nuovo Spirito di Vendetta, spedendolo però su una Terra desolata e senza forme di vita. Durante il suo pellegrinare in un mondo vuoto che lo spinge quasi alla follia, Castle vede l'arrivo di Galactus, provato dalla guerra contro Thanos, che gli propone di divenire il suo nuovo araldo e di cibarsi del pianeta per recuperare le forze. Il nuovo Ghost Rider accetta e diviene il nuovo araldo di Galactus, combinando i suoi nuovi poteri cosmici con quelli infernali. Galactus tuttavia perirà contro Thanos, mentre Frank diverrà per molto tempo il servo del Titano, fino a quando il Rider non troverà di nuovo la morte per mano di Silver Surfer. Salvato da Odino e spedito nel Valhalla, Castle sarà poi "cacciato" e gli verranno ridati i suoi poteri, permettendogli di continuare la sua crociata di punizione e castigo nel cosmo

## Altri media

### Cinema
- Nel 2007 la Columbia Pictures ha distribuito il film Ghost Rider, con Nicolas Cage nel ruolo di Johnny Blaze e come antagonisti Blackheart (Wes Bentley) e Mefistofele (Peter Fonda). La moto usata nel film è una fedele riproduzione della Harley-Davidson Panhead "Capitan America" di Easy Rider[41], guidata proprio da Fonda. Cage è un grande fan del fumetto da molto prima di girare il film, tanto da avere un teschio tatuato sul corpo.
- Cage riprende il ruolo del personaggio nel sequel del 2012 Ghost Rider - Spirito di vendetta (Ghost Rider: Spirit of Vengeance)[42] dove, a differenza del film precedente, interpreta fisicamente anche Ghost Rider tramite motion capture[43] e guida una Yamaha V-Max[44]. Tra i personaggi figura inoltre Danny (Fergus Riordan)[45].

### Narrativa
- Una trasposizione letteraria di Ghost Rider è stata realizzata appositamente in occasione del film del 2007 tuttavia, pur riproponendone la trama fedelmente, il libro aggiunte parecchie apparizioni di personaggi dell'Universo Marvel, tra cui il Dottor Strange e Devil.

### Televisione
- In un episodio della serie animata Insuperabili X-Men Ghost Rider (Danny Ketch) ha un cameo visivo.
- Ghost Rider (Danny Ketch) compare in un episodio de I Fantastici Quattro
- Ghost Rider (Danny Ketch) compare brevemente ne L'incredibile Hulk.
- Il personaggio sarebbe dovuto comparire anche in Spider-Man: The Animated Series per poi comparire in una serie animata incentrata su di lui[46], idea in seguito accantonata.
- In un episodio di Hulk e gli agenti S.M.A.S.H. compare Ghost Rider (Johnny Blaze).
- Robbie Reyes, interpretato da Gabriel Luna, compare nella serie del Marvel Cinematic Universe, Agents of S.H.I.E.L.D.[47]. Nell'episodio 6, The Good Samaritan, si narrano le sue origini. Durante la partecipazione a una gara clandestina a bordo dello loro Dodge Charge, Robbie e suo fratello Gabe vengono bersagliati e fatti schiantare da una banda criminale. Robbie muore nell'impatto e Gabe rimane paralizzato. Tempestivamente Johnny Blaze permette a Robbie di assorbire lo Spirito di Vendetta facendolo resuscitare e promettendo di vendicarsi dei responsabili dell'incidente. Come ogni Ghost Rider, Robbie, in preda dello Spirito di Vendetta, è violento, sadico e non concede sconti ai suoi bersagli. I poteri derivati dalla sua condizione lo tramutano fisicamente in uno scheletro in fiamme, è immune agli attacchi degli Inumani e può ferire anche entità di altre realtà. Guida un Dodge Charger del '69 che muta nella Hell Charger durante la trasformazione rendendosi invulnerabile alle ammaccature. Robbie usa la catena come arma di attacco/difesa ed, come i maestri delle arti mistiche, è in grado di viaggiare attraverso le dimensioni del multiverso.

### Videogiochi
- Ghost Rider (Danny Ketch) è un personaggio di supporto nel videogioco Venom/Spider-Man: Separation Anxiety.
- Un videogioco per PlayStation su Ghost Rider (Danny Ketch) è stato annunciato da Crystal Dynamics nel 1997[48] ma in seguito mai realizzato.
- In Marvel: La Grande Alleanza Johnny Blaze è un personaggio sbloccabile[49] e Danny Ketch un costume alternativo.
- Il personaggio può essere sbloccato, tramite download, nel videogioco LittleBigPlanet[50][51].
- Ghost Rider (Johnny Blaze) è protagonista di Ghost Rider, videogioco ispirato al film del 2007.
- Johnny Blaze è un personaggio non giocabile in Marvel vs. Capcom 3: Fate of Two Worlds[52], mentre in Ultimate Marvel vs. Capcom 3 può essere sbloccato[53].
- In Marvel Super Hero Squad Online il personaggio è giocabile.
- Ghost Rider (Johnny Blaze) è un personaggio giocabile in Marvel: Avengers Alliance.
- Il Ghost Rider (Johnny Blaze) e Ghost Rider (Frank Castle) appaiono come personaggi giocabili nel videogioco per smartphone Marvel: Sfida dei campioni.
- Nei videogiochi LEGO Marvel Super Heroes e LEGO Marvel Super Heroes 2 Johnny Blaze è un personaggio giocabile.
- Nel MMORPG Marvel Heroes compare Ghost Rider (Johnny Blaze).
- Nel gioco per android Marvel Future Fight compaiono due Ghost Rider, ovvero Johnny Blaze e Robbie Reyes.
- Ghost Rider (Johnny Blaze) torna come personaggio giocabile in Marvel vs. Capcom: Infinite.
- Ghost Rider appare anche come carta giocabile nel famoso gioco di strategia Marvel Snap.

## Influenza culturale
- Alla fine del secondo volume del manga Butsu Zone di Hiroyuki Takei, compare il personaggio di Death Zero, visibilmente ispirato a Ghost Rider, che, nella serie Shaman King Flowers, riveste poi un ruolo fondamentale.
- Nel manga e anime Blue Exorcist compare un'entità demoniaca chiamata Ghost Rider dotata del potere di possedere i veicoli che, alla sua prima apparizione, assume il controllo di una motocicletta Triumph Bonneville, la stessa usata dal personaggio ai suoi esordi.
- Il Cavaliere del Teschio del manga e anime Berserk di Kentarō Miura è ispirato a Ghost Rider.
- Reaper un personaggio del videogioco Overwatch è in parte ispirato a Ghost Rider.
- Il personaggio è stato ispirato dal brano country "(Ghost) Riders in the Sky" scritta nel 1948 da Stan Jones e reinterpretata nel corso del tempo da vari altri musicisti, fra cui gli Spiderbait nella colonna sonora del film del 2007. La canzone viene canticchiata da un personaggio, un diavolo di nome Hoss, nella graphic novel "Ghost Rider: La strada per la dannazione".
- Il rapper e attore Method Man, fan del personaggio, ha spesso utilizzato lo pseudonimo di "Johnny Blaze".
- I Suicide prendono il nome da un arco narrativo di Ghost Rider[54] e nel loro album d'esordio (1977) hanno dedicato al personaggio la canzone Ghost Rider, in seguito reinterpretata sia dai Rollins Band che dai R.E.M. e dai The Raveonettes.
- Il singolo "Attack of the Ghost Rider" dei The Raveonettes è ispirato al personaggio.
- La band Prettier Than Pink ha inciso una ballata denominata "Johnny Blaze" nel 2005.
- Il brano "Forever the Night" dei The Horrific, parla proprio di Johnny Blaze/Ghost Rider.
- Nel brano "The writing on the wall" del 2021 degli Iron Maiden compare un personaggio in stile cartone animato a bordo di una moto che ricorda, almeno in parte, Ghost Rider.